# شکار مرگ
شکار مرگ (به انگلیسی: Death Hunt) یک فیلم اکشن و وسترن محصول سال ۱۹۸۱ میلادی به کارگردانی پیتر آر. هانت با بازی چارلز برانسون، لی ماروین، انجی دیکینسون، کارل ویترز، مائوری چایکین، اد لاتر و اندرو استیونز است.

## موضوع
در سرزمین یوکان در سال ۱۹۳۱ میلادی، آلبرت جانسون (چارلز برونسون)، یک دامپر منزوی آمریکایی، که با یک مبارزه سگ سازمان یافته روبرو می‌شود. یک ژرمن شپرد به شدت مجروح شده و جانسون آن را به مبلغ ۲۰۰ دلار از صاحب‌اش می‌خرد.

## داستان
در قلمرو  یوکان در سال ۱۹۳۱، «آلبرت جانسون» (با بازی چارلز برانسون)، شکارچی منزوی آمریکایی، به یک مبارزه سگ‌ها برمی‌خورد. در این میان، یک سگ ژرمن شپرد سفید به‌شدت زخمی شده و جانسون با زور سگ را نجات می‌دهد و در ازای آن ۲۰۰ دلار به صاحبش، شکارچی خشنی به‌نام «هیزل» (با بازی اد لاتر)، پرداخت می‌کند.
هیزل که از این ماجرا خشمگین است و ادعا می‌کند که جانسون سگش را دزدیده، همراه با چند تن از دوستانش به کلبهٔ دورافتادهٔ جانسون در جنگل می‌روند. برخی از آن‌ها شروع به تیراندازی می‌کنند و برخی دیگر برای ایجاد حواس‌پرتی اقدام می‌کنند. در این میان، سگ زخمی‌شده‌ (به نام «سیتکا») که جانسون او را درمان کرده بود، تیر می‌خورد و کشته می‌شود. جانسون در دفاع از خود، یکی از مهاجمان به نام «جیمی تام» (دنی لاکروآ) را می‌کشد.
وقتی مشخص می‌شود که جانسون پیش‌تر از فروشگاه محلی ۷۰۰ گلوله خریده و با اسکناس‌های صد دلاری پرداخت کرده، بسیاری نتیجه می‌گیرند که او همان «شکارچی دیوانه» است؛ شخصیت افسانه‌ای و روان‌پریشی که گفته می‌شود دیگر شکارچیان را در دل طبیعت می‌کشد و دندان‌های طلایشان را برمی‌دارد. «بیل لوس» (با بازی هنری بکمن)، شکارچی سالخورده، به جانسون هشدار می‌دهد که قانون در راه است. جانسون کلبه‌اش را سنگر می‌کند.
«گروهبان اِدگار میلن» (با بازی لی ماروین)، فرمانده پاسگاه سواران سلطنتی کانادا، مردی سخت‌گیر اما انسان‌دوست است. او به همراه یک ردیاب کارکشته به نام «سان‌داگ» براون (کارل ودرز)، یک سرباز جوان به نام آلوین آدامز (اندرو استیونز) و معشوقهٔ جدیدش «ونسا مک‌براید» (انجی دیکینسون)، با اکراه می‌پذیرد اتهامات هیزل را دربارهٔ دزدی سگ و قتل جیمی تام بررسی کند.
میلِن به همراه یک گروه تعقیب متشکل از سواران و شکارچیان به‌سوی کلبهٔ جانسون می‌رود. او با جانسون گفتگو می‌کند و می‌گوید که به‌خوبی حدس می‌زند چه اتفاقی افتاده و اگر جانسون با او همکاری کند، می‌توانند قضیه را حل‌وفصل کنند. اما پیش از آنکه جانسون پاسخی دهد، یکی از شکارچیان به‌طور ناگهانی شلیک می‌کند. در جریان درگیری، چند نفر کشته می‌شوند، از جمله یکی که به‌اشتباه توسط دوست خودش هدف قرار می‌گیرد. افراد گروه با دینامیت کلبه را منفجر می‌کنند، اما جانسون موفق به فرار می‌شود و در این راه، یک سوار پلیس به نام هاوکینز (جان سیدر) را می‌کشد.
میلِن، سان‌داگ و آدامز، به‌همراه هیزل و سگ‌های ردیابش، تعقیب جانسون را در طبیعت یخ‌زده آغاز می‌کنند. این ماجرا به خبر اول روزنامه‌های سراسر کشور تبدیل شده و شکارچیان بسیاری به امید دریافت جایزهٔ ۱۰۰۰ دلاری برای دستگیری جانسون، به این تعقیب می‌پیوندند. «کاپیتان هنک تاکر» (اسکات هایلندز)، خلبان نیروی هوایی سلطنتی کانادا، از سوی دولت برای پیوستن به عملیات اعزام می‌شود، چرا که این ماجرا برای کشور مایهٔ شرمساری شده است. او فاش می‌کند که جانسون در طول جنگ جهانی اول عضو واحد اطلاعات ویژه ارتش ایالات متحده بوده است.
جانسون با بهره‌گیری از فنون پیشرفتهٔ ردیابی (شکار)، از تعقیب‌کنندگان پیشی می‌گیرد و در شرایط طاقت‌فرسای زمستانی از طبیعت غذا و پناه می‌گیرد. با ادامهٔ تعقیب، میلن به توانایی‌های کم‌نظیر جانسون احترام می‌گذارد و در عین حال، از دخالت بیگانگان در عملیات رنجیده می‌شود.
لوس به دو شکارچی دیگر که در حال تعقیب هستند برمی‌خورد، هر دو را می‌کشد و دندان‌های طلایشان را بیرون می‌کشد. به‌نظر می‌رسد که لوس، شکارچی دیوانهٔ واقعی باشد.
تعقیب‌کنندگان سرانجام به جانسون می‌رسند. تاکر با مسلسل هواپیمایش بی‌هدف به منطقه شلیک می‌کند و سان‌داگ را می‌کشد. میلن و آدامز که خشمگین‌اند، با تفنگ‌هایشان به هواپیما شلیک می‌کنند؛ هواپیما به دیوارهٔ دره برخورد کرده و تاکر کشته می‌شود. جانسون پس از کشتن هیزل، فرار می‌کند.
لوس به جانسون برمی‌خورد و برای گرفتن جایزه قصد کشتن او را دارد، اما جانسون با فریب او را گیر می‌اندازد و با اسلحه تسلیمش می‌کند. کمی بعد، میلن جانسون را روی بلندی می‌بیند و شلیک می‌کند؛ گلوله به صورت او اصابت می‌کند و چهره‌اش را غیرقابل‌شناسایی می‌سازد. هنگام بررسی جسد، میلن و آدامز متوجه می‌شوند که مردی که کشته شده، لوس است که لباس جانسون را بر تن داشته. جانسون واقعی، در لباس لوس، بر فراز صخره‌ای آن‌ها را تماشا می‌کند.
وقتی دیگر تعقیب‌کنندگان به محل می‌رسند، آدامز به آن‌ها می‌گوید که میلن جانسون را کشته. یکی از شکارچیان درمی‌یابد که در جیب جسد، دندان‌های طلای زیادی وجود دارد؛ در نتیجه همگی مرگ «شکارچی دیوانه» را جشن می‌گیرند.